# Skageracksbjörnbär
Skageracksbjörnbär (Rubus nordicus) är en rosväxtart som först beskrevs av Heinrich E. Weber och A.Pedersen, och fick sitt nu gällande namn av Heinrich E. Weber och A.Pedersen. Enligt Catalogue of Life ingår Skageracksbjörnbär i släktet rubusar och familjen rosväxter, men enligt Dyntaxa är tillhörigheten istället släktet rubusar och familjen rosväxter. Artens livsmiljö är jordbrukslandskap. Inga underarter finns listade i Catalogue of Life.